# Кентербери-Бэнкстаун Булдогс
«Кентербери-Бэнкстаун Булдогс» (англ. Canterbury-Bankstown Bulldogs, «Бульдоги Кентербери-Бэнкстауна») — австралийская профессиональная команда по регбилиг (регби-13), выступающая в Национальной регбийной лиге. Команда базируется в Белморе (район Сиднея Кентербери-Бэнкстаун) и выступает на стадионе «Австралия», вмещающем 83 тысячи зрителей. «Кентербери-Бэнкстаун» стал участником Регбийной лиги Нового Южного Уэльса в 1935 году, на следующий сезон после создания команды. Первый титул в чемпионате клуб завоевал на четвёртый год своего участия, а важнейшие успехи были достигнуты в восьмидесятых годах. Последний титул «бульдоги» завоевали в 2004 году. В 2012 году клуб стал победителем регулярного чемпионата и финалистом плей-офф, где уступил «Мельбурн Сторм».

## Бренд
Клуб менял название и эмблему несколько раз. В первые годы существования команда была известна под названием «Кентербери-Бэнкстаун». Часто применялись неформальные прозвища Berries («ягоды») и C-Bs (от Canterbury-Bankstown), которое насмешливо расшифровывалось соперниками как Country Bumpkins («деревенщина»). С 1977 года появилось прозвище «бульдоги». В следующем году прозвище стало частью названия, и бульдог был принят в качестве маскота. Именно это название использовалось в течение 80-х годов — самого успешного периода в истории команды. В 1995 году было принято название «Сидней Булдогс», совпавшее со сменой названия команды «Истерн Сабёрбз» на «Сидней Рустерз». Через год клуб снова изменил название, утвердив вариант «Кентербери Булдогс», а с 2000 года географическая характеристика исчезла вовсе. Боб Хэган, бывший руководителем команды на рубеже веков, объяснил перемену намерением привлечь болельщиков из других регионов. Несмотря на изменение бренда, многие болельщики и журналисты продолжили называть команду «Кентербери». В 2009 году состоялось голосование членов совета директоров, по результатам которого с 2010 года клуб вернул себе название «Кентербери-Бэнкстаун Булдогс».
На первой эмблеме клуба были изображены латинские буквы C и B. В 1978, после появления маскота, был принят новый логотип, изображавший рычащего бульдога внутри круга. В 1998 году изображение головы собаки стало напоминать мультипликационное, изменилась геометрия знака. С 2010 года используется современная эмблема щитообразной формы, на которой изображены слово Bulldogs, бульдог в стиле восьмидесятых, год основания команды и классические буквы с первого логотипа. Фон представлен сходящимися сине-белыми полосами. В 2010 году отмечалось 75-летие выступлений команды на высшем уровне, поэтому концепция нового знака собрала все использовавшиеся характерные элементы.
Игроки выступают в преимущественно белой регбийке с V-образными стрелками вокруг воротника. Синий и белый цвета являются традиционными для команды, они использовались на протяжении большей части истории клуба. Исключение составили сезоны, проводившиеся в годы Второй мировой войны: тогда спортсмены выступали в бордовых регбийках с синей V-образной стрелкой.
До начала шестидесятых годов регбийка включала неравные горизонтальные сине-белые полосы. Комплект дополнялся чёрными шортами. Данный вариант экипировки используется и поныне в рамках некоторых выставочных матчей (например, одного тура чемпионата 2008 года против «Сент-Джорджа»). Форма с V-образной стрелкой применялась до семидесятых годов, после чего произошло возвращение к полосатой регбийке. Со второй половины 1970-х клуб вновь использовал вариант со стрелкой, дизайн которой в конце XX и начале XXI веков был видоизменён. С сезона 2013 года игроки выступают в регбийках с привычным оформлением.

Эволюция эмблемы клуба
1935—1977
1978—1997
1998—2009
2010—…

Эволюция формы игроков
1935—1942, 1947—1965
1943—1946
1969—1973
1966—1968, 1974—1996, 2013—…
1997—2012

## Текущий состав
Главный тренер: Дес Хаслер.

## Достижения
- Национальная регбийная лига:

Чемпион: 1938, 1942, 1980, 1984, 1985, 1988, 1995, 2004 (8)
Вице-чемпион: 1940, 1947, 1967, 1974, 1979, 1986, 1994, 1998, 2012 (9)
Регулярный чемпион: 1938, 1942, 1947, 1984, 1993, 1994, 2012 (7)
- Чемпионат Нового Южного Уэльса:

1938, 1939, 1993, 1994, 2009, 2010, 2012 (7)
- Предсезонные кубки

1962, 1970 (2)
- Межгородские соревнования:

1939 (1)

### Достижения на молодёжном уровне
Кубок Джерси Флегга:
1963, 1971, 1976, 1979, 1983, 1999, 2000, 2001, 2003 (9)
SG Ball:
1972, 1978, 2009 (3)
Кубок Харольда Мэттьюса:
2007, 2009 (2)

## Комментарии
1. ↑  В переводе с английского — «ягоды».
2. ↑  В переводе с английского — «собаки» или «собачки».
3. ↑  В переводе с английского — «псы войны».
4. ↑  Полное название юридического лица — Canterbury-Bankstown Bulldogs Rugby League Club — см. официальный сайт клуба Архивная копия от 10 апреля 2013 на Wayback Machine.